# دورة دموية دماغية
يشير مصطلح الدورة الدموية الدماغية (Cerebral circulation) إلى حركة الدم عبر شبكة من الأوعية الدموية التي تمد الدماغ. وتعمل الشرايين على نقل الدم المؤكسج والجلوكوز وغيرها من المُغذيات إلى الدماغ والأوردة التي تحمل الدم غير المؤكسج إلى القلب للتخلص من ثاني أكسيد الكربون وحمض اللاكتيك والمنتجات الأيضية الأخرى. ونظرًا لأن الدماغ سريع التأثر بشدة لأي نقص في إمداد الدم، فيوجد لدى جهاز الدورة الدموية الدماغية العديد من الأساليب الوقائية. ويؤدي تعطل أي من هذه الأساليب الوقائية إلى وقوع الحوادث الوعائية الدماغية، المعروفة بصفة عامة بـ السكتات الدماغية. ومن المعروف أن كمية الدم التي تحملها الدورة الدموية الدماغية تُعرف باسم مُعدل جريان الدم في الدماغ. حيث يُحدد وجود مجالات الجاذبية أو التسارع أيضًا التنوع في حركة وتوزيع الدم في الدماغ، مثلما هو الحال عندما تقف على رأسك.
ويستند الوصف التالي على الدورة الدموية الدماغية المثالية للإنسان. يختلف شكل الدورة الدموية والتسمية الخاصة بها بين الكائنات الحية.

## الدورة الدموية الشريانية
تنقسم الدورة الدموية الشريانية بصورة طبيعية إلى الدورة الدموية الدماغية للشريان الأمامي والدورة الدموية الدماغية للشريان الخلفي. فهناك اثنان من الأزواج الرئيسة لـ الشرايين التي تُدعم الشرايين الدماغية والمخيخ: الشرايين السباتية الباطنية والشرايين الفقرية.
فضلاً عن أن الدورة الدموية الدماغية للشريان الأمامي والخلفي مرتبطة بـ الشرايين الموصلة الأمامية الثنائي. حيث يعتبران جزءًا من دائرة ويليس، التي تقدم الدورة الدموية الاحتياطية إلى الدماغ. وفي حالة انسداد أحد الشرايين الداعمة، ستعمل دائرة ويليس على توفير التواصل بين الدورة الدموية الدماغية للشريان الأمامي والخلفي على طول طبقة القنطرة المُخية، التي تضخ الدم في الأنسجة التي قد تُصبح عبارة عن الإقفار.

### الدورة الدموية الدماغية للشريان الأمامي
الدورة الدموية الدماغية للشريان الأمامي هي عبارة عن تدفق الدم إلى الجزء الأمامي من الدماغ. حيث يتم تزويدها بالدم عن طريق الشرايين التالية:
- الشرايين السباتية الباطنية: تعتبر هذه الشرايين الكبيرة هي الفروع اليسرى واليمنى من الشرايين السباتية الأصلية في الرقبة والتي تدخل الجمجمة، لتتعارض مع أفرع السباتي الخارجي التي تزود أنسجة الوجه بالدم. ويتفرع الشريان السباتي الداخلي إلى الشريان الدماغي الأمامي ويستمر ليُشكل الشريان الدماغي الأوسط
- الشريان الدماغي الأمامي (ACA)
  - يتصل الشريان الموصل الأمامي: بكل من الشرايين الدماغية الأمامية داخل وعلى طول طبقة القنطرة المُخية.
- الشريان الدماغي الأوسط

### الدورة الدموية الدماغية للشريان الخلفي
الدورة الدموية الدماغية للشريان الخلفي تشير إلى إمداد الدم الواصل إلى الجزء الخلفي من الدماغ، بما في ذلك الفصوص القفوية والمخيخ وجذع الدماغ.
حيث يتم تزويدها بالدم عن طريق الشرايين التالية:
- الشرايين الفقرية: تتفرع هذه الشرايين الصغيرة من الشرايين تحت الترقوة الذي يُدعم في المقام الأول الكتفين والصدر والذراعين الجانبيين. داخل الجمجمة حيث يندمج الشريانان الفقريان مع الشريان القاعدي.
  - الشريان المُخيخي السفلي الخلفي (الشريان المُخيخي السفلي الخلفي)
- يُزود الشريان القاعدي: الدماغ المتوسط والمُخيخ والأفرع العادية في الشريان المُخي الخلفي
  - الشريان المُخيخي السفلي الأمامي (الشريان المُخيخي السفلي الأمامي)
  - الأفرع الجسرية
  - الشريان المُخيخي العلوي (الشريان المُخيخي العلوي)
- الشريان المُخيخي الخلفي (الشريان المُخيخي الخلفي)
- الشريان الموصل الخلفي

## النزيف الوريدي المُخي
يمكن تقسيم النزيف الوريدي للمُخيخ إلى جزأين: سطحي وعميق. ويتألف النظام السطحي من الجيوب الوريدية الجافية، حيث يوجد له جدار يتألف من الأم الجافية بدلاً من الوريد التقليدي. ولذلك، تقع الجيوب الوريدية على سطح المُخيخ. ويعتبر أكثر هذه الجيوب بروزًا هو الجيب السهمي العلوي الذي يصب في المستوى السهمي تحت خط الوسط للقنطرة المُخية والخلفية والسفلية عن التركولا torcula، لتكوين مقرن الجيوب، حيث ينضم النزيف السطحي مع الجيب في المقام الأول لاستنزاف الجهاز الوريدي العميق. ومن هنا، فهناك اثنان من الجيوب العرضية المتشعبة والمتجهة أفقيًا ودون المستوى في منحنى على شكل حرف «اس» لتكوين الجيوب السينية التي تستمر لتُشكل اثنين من الأوردة الوداجية. أما في الرقبة، فتصعد الأوردة الوداجية بالتوازي تجاه الشرايين السباتية وتتم عملية استنزاف الدم في الوريد الأجوف العلوي.
يتألف جهاز الاستنزاف الوريدي العميق في الأساس من الأوردة التقليدية داخل التراكيب العميقة للدماغ، التي تتصل خلف الدماغ الأوسط لتُشكل وريد غالين. حيث يتم دمج هذا الوريد مع الجيب السهمي السفلي ليُكون الجيب العمودي الذي ينضم بعد ذلك في الجهاز الوريدي السطحي المذكور أعلاه في احتشاد الجيوب.

## وصلات خارجية
- Computer Model of the Cerebral Circulation for Training and Education.
- Cerebral circulation